# Bruuns Bazaar
Bruuns Bazaar är ett danskt, internationellt modemärke grundat av bröderna Teis och Bjørn Bruun år 1995 i Köpenhamn. Det stora internationella genombrottet kom då Bruuns Bazaar fick eget utrymme på modeveckan i Paris under januari 1999. 
Bruuns Bazaar designar dam- och herrkläder, skor och handväskor. Underlinjen BZR i samma prisklass är mer inriktad på ungdomligt mode.
Företaget har mer än 30 butiker världen över.